# Toute la beauté et le sang versé
Pour plus de détails, voir Fiche technique et Distribution.
Toute la beauté et le sang versé (All the Beauty and the Bloodshed) est un film documentaire américain réalisé par Laura Poitras, sorti en 2022.
Le film est présenté en compétition officielle à la Mostra de Venise 2022, où il remporte le Lion d'or,.
Le film a pour sujet la vie et l'œuvre de la photographe Nan Goldin, ainsi que son combat contre la famille Sackler, propriétaire de la société pharmaceutique Purdue Pharma impliquée dans la crise des opioïdes avec son produit l'OxyContin,.

## Synopsis
Le film s'ouvre avec les images d’une intervention d’activistes dans une salle du Met, un des plus grands musées new-yorkais, puis effectue un retour sur la vie de Nan Goldin à travers ses œuvres et ses luttes.
Née en 1953 à Washington, Nancy Goldin connaît une enfance malheureuse face à des parents conformistes et dépassés. Sa grande sœur est placée en institution et se suicide. Marquée par ce drame, elle quitte sa famille très jeune.
À quinze ans, elle s’initie à la photographie, poussée par un de ses professeurs de la Satya Community School de Lincoln (Massachusetts).
Nan Goldin fait face à sa vie et aux divers milieux dans lesquels elle évolue sans jamais baisser les yeux. Ses photos prises sur le vif documentent le milieu underground new-yorkais à partir des années 1970 : drogue, prostitution, mouvements gay, travestis et lesbien, violence conjugale, crise du sida au cours de laquelle disparaissent nombre de ses amis.
« C’est un regard de femme dans un milieu encore très masculin et ça fait d’elle l’une des plus grandes photographes des années 80 et 90. ».
L'artiste Nan Goldin, dont les œuvres sont présentes dans les collections des plus grands musées, a connu une période d'addiction à l'oxycodone dans les années 2010. Elle mène alors, dans le cadre de l’association P.A.I.N. (en) qu'elle a fondée, des actions contre la famille Sackler, propriétaire de la firme Purdue Pharma, qu’elle juge responsable de la mort de nombreux Américains.
Son combat aboutit au retrait du nom de la famille Sackler associé à des salles ou des ailes entières de grands musées pour les remercier de dons importants.

## Fiche technique
Sauf indication contraire, les informations mentionnées dans cette section peuvent être confirmées par la base de données cinématographiques IMDb,  présente dans la section « Liens externes ».
- Titre original : All the Beauty and the Bloodshed
- Titre français : Toute la beauté et le sang versé
- Réalisation : Laura Poitras
- Pays de production :  États-Unis
- Format : couleur
- Genre : documentaire
- Durée : 113 minutes
- Dates de sortie :
  - Italie : 3 septembre 2022 (Mostra de Venise 2022)
  - France : 16 janvier 2023 (Festival international du film politique de Carcassonne) ; 15 mars 2023 (sortie nationale)

## Distribution
- Nan Goldin : elle-même

## Accueil

### Box Office
Cumulé en semaines d'exploitation:
| Pays ou région | Box-office     | Date d'arrêt du box-office | Nombre de semaines |
| -------------- | -------------- | -------------------------- | ------------------ |
| France         | 79 421 entrées | 28 juin 2023               | 15                 |

### Critiques
En France, le site Allociné propose une moyenne de 4,2⁄5, fondée sur 25 critiques de presse.

## Distinctions

### Récompenses
- Mostra de Venise 2022 : Lion d'or
- Festival international du film de Stockholm 2022 : meilleur film documentaire

### Nominations
- Oscars 2023 : Meilleur film documentaire

### Émissions de Radio
- Lucile Commeaux, « Critique cinéma : "Toute la beauté et le sang versé" de Laura Poitras » [audio], sur Radio France, France Culture, Affaire critique, 14 mars 2023 (consulté le 19 mars 2023)
- Laure Adler, « "Laura Poitras : "Toute la beauté et le sang versé"" » [audio], sur Radio France, France Inter, L'heure bleue, 8 mars 2023 (consulté le 19 mars 2023)